# Sójka (zwyczajna)
Sójka (zwyczajna), sójka, sójka żołędziówka (Garrulus glandarius) – gatunek średniej wielkości ptaka z rodziny krukowatych (Corvidae), zamieszkujący Eurazję i północno-zachodnią Afrykę. Nie jest zagrożony.

## Występowanie
Zamieszkuje niemal całą Eurazję i północno-zachodnią Afrykę. W Europie areał na północy kończy się w okolicach koła podbiegunowego. Gatunek częściowo osiadły; populacje z północy i wschodu podejmują czasami dalsze wędrówki na południowy zachód; mogą wtedy tworzyć wielkie, choć często luźne stada, liczące kilkaset do tysiąca osobników.
W Polsce rozpowszechniony w całym kraju, liczny ptak lęgowy. W górach spotykana do wysokości 1400 m n.p.m. W kraju najczęściej widywana w grądach i borach z domieszką drzew liściastych, a najrzadziej w górskich lasach regla górnego i rozległych monokulturowych borach. Polskie populacje są w większości osiadłe, ale przez kraj przelatują sójki z krajów, gdzie warunki zmuszają je do migracji. Obce osobniki z północnej i wschodniej Europy pojawiają się od marca do kwietnia i jesienią od września do października. Szczególnie dużo pojawia się ich na Wybrzeżu, choć dolatują też do innych regionów kraju. W niektórych latach przeloty są tak liczne, że mają charakter inwazji. W minionych dekadach notowano stada złożone nawet z tysiąca sójek.

### Podgatunki
Podział na podgatunki sporny. Autorzy Handbook of the Birds of the World wyróżnili 34 podgatunki, podobnie Międzynarodowy Komitet Ornitologiczny (z tym że wyróżnia dodatkowo podgatunek G. g. persaturatus, a G. g. hiugaensis uznaje za synonim G. g. japonicus), z kolei autorzy serwisu Birds of the World wyróżniają aż 40 podgatunków. Opisano jeszcze więcej podgatunków, ale ich status jest wątpliwy, a w większości odnoszą się do mieszańców; są one obecnie traktowane jako synonimy istniejących podgatunków. Niektóre z podgatunków są przez część autorów podnoszone do rangi gatunków, np. IUCN za osobne gatunki uznaje sójkę himalajską (G. (g.) bispecularis) i sójkę białolicą (G. (g.) leucotis). Wyróżnia się następujące podgatunki w oparciu o różne odcienie w upierzeniu, kształt czapeczki i barwę, zamieszkujące odpowiednio:
- Grupa podgatunków Glandarius
  - Garrulus glandarius hibernicus – Irlandia
  - Garrulus glandarius rufitergum – wyspa Wielka Brytania oraz północno-zachodnia Francja
  - sójka (zwyczajna) (Garrulus glandarius glandarius) – Półwysep Skandynawski, Europa Wschodnia po dorzecze Peczory, Wiatkę i Symbirsk, północne i wschodnie Bałkany, Europa na północ od Alp po Pireneje i Galicję
  - Garrulus glandarius fasciatus – południowa i wschodnia część Półwyspu Iberyjskiego
  - Garrulus glandarius corsicanus – Korsyka
  - Garrulus glandarius ichnusae – Sardynia
  - Garrulus glandarius albipectus – Półwysep Apeniński, Sycylia oraz bałkańskie wybrzeża Adriatyku i Morza Jońskiego
  - Garrulus glandarius graecus – od Peloponezu po Kosowo, południową Serbię i Bułgarię
  - Garrulus glandarius ferdinandi – turecka część Tracji i południowo-wschodnia Bułgaria
  - Garrulus glandarius cretorum – Kreta
  - Garrulus glandarius glaszneri – Cypr

- Grupa podgatunków Cervicalis
  - Garrulus glandarius whitakeri – północne Maroko i północno-zachodnia Algieria
  - Garrulus glandarius minor – środkowe Maroko oraz góry Atlas w północnej Algierii
  - sójka algierska (Garrulus glandarius cervicalis) – Tunezja, północna i północno-wschodnia Algieria

- Grupa podgatunków Atricapillus
  - Garrulus glandarius samios – Samos i Ikaria
  - Garrulus glandarius anatoliae – Anatolia, zachodnia Azja Mniejsza oraz Rodos, Lesbos i Kos. Na wschodzie sięga po północny Irak i góry Zagros
  - Garrulus glandarius iphigenia – Krym
  - Garrulus glandarius krynicki – okolice Kubania, Kaukaz i Zakaukazie oraz północna Azja Mniejsza na wschód od miasta Samsun.
  - sójka jasna (Garrulus glandarius atricapillus) – Liban, Syria, Izrael i Zachodni Brzeg

- Monotypowa grupa Hyrcanus
  - sójka perska (Garrulus glandarius hyrcanus) – Elbrus i południowy brzeg Morza Kaspijskiego

- Grupa podgatunków Brandtii
  - sójka tajgowa (Garrulus glandarius brandtii) – od północnego Uralu i jego wschodnich stoków w części środkowej i południowej przez Syberię po Bajkał, Ałtaj i Sajany
  - Garrulus glandarius kansuensis – wschodni Tienszan i zachodnia Mongolia Wewnętrzna
  - Garrulus glandarius pekingensis – wschodnie Chiny (południowa część prowincji Liaoning, Pekin, Shaanxi, Hebei)

- Grupa podgatunków Japonicus
  - sójka japońska (Garrulus glandarius japonicus) – środkowa Japonia (Honsiu i Oshima)
  - Garrulus glandarius tokugawae – wyspa Sado (u wybrzeży Honsiu)
  - Garrulus glandarius hiugaensis – Kiusiu (południowo-środkowa Japonia); takson uznawany przez część autorów za synonim G. g. japonicus
  - Garrulus glandarius orii – Yaku-shima (południowa Japonia)

- Grupa podgatunków Bispecularis
  - Garrulus glandarius sinensis – południowo-środkowe, południowe i wschodnie Chiny oraz północna Mjanma
  - Garrulus glandarius taivanus – Tajwan
  - sójka himalajska (Garrulus glandarius bispecularis) – zachodnie Himalaje na wschód do zachodniego Nepalu
  - Garrulus glandarius interstinctus – wschodnie Himalaje i południowo-wschodni Tybetański Region Autonomiczny
  - Garrulus glandarius persaturatus – północno-wschodnie Indie (południowy Asam)
  - Garrulus glandarius oatesi – północno-zachodnia Mjanma

- Grupa podgatunków Leucotis
  - sójka białolica (Garrulus glandarius leucotis) – Junnan, wschodnia Mjanma i środkowa część Półwyspu Indochińskiego
  - Garrulus glandarius haringtoni – zachodnia Mjanma

## Charakterystyka

### Wygląd zewnętrzny
Najbarwniejszy spośród ptaków krukowatych Europy. Dobrze rozpoznawalny nawet z daleka po niecodziennym połączeniu ciemnej i jasnoczerwonobrązowej barwy z niebiesko-czarnym prążkowanym skrzydełkiem. Obie płcie ubarwione jednakowo i podobnej wielkości. Większość upierzenia brązowa o pastelowym, różowym odcieniu. Kuper i dolne pokrywy ogona białe. Na zaokrąglonych skrzydłach charakterystyczne lusterka: białe oraz niebieskie z czarnym prążkowaniem. Czoło białe z czarnym kreskowaniem, od dzioba gruby czarny wąs, boki głowy są czerwonobrązowe. Sterówki i końce skrzydeł czarne. Ma brązowe tęczówki.
Pióra sójek można czasem znaleźć wśród opadających z drzew liści. Jesienią bowiem stare ptaki się pierzą i łatwo zauważyć ich barwne pióra na ziemi. Na podstawie poprzecznych czarnych prążków doświadczony ornitolog na zgubionym piórze potrafi określić wiek jego właściciela. Ptaki powyżej pierwszego roku życia mają większą liczbę prążków niż tegoroczne młode ptaki.
Dziób mocny, stalowoszary lub czarny. Nogi jasnobrązowe. Młode podobne do dorosłych, ale mają bardziej czerwonawy odcień upierzenia i mniej kreskowany wierzch głowy. Poszczególne podgatunki różnią się głównie kolorem i kształtem czapeczki oraz ogólnym odcieniem upierzenia. Rozmiarami ciała porównywalna z kawką lub gołębiem.
Pióra lusterek na skrzydłach sójki nie zawierają błękitnego barwnika; w rzeczywistości kolor bierze się stąd, że wiązka światła rozszczepia się w specjalnej strukturze pióra i odbite zostaje światło niebieskie (barwy strukturalne).

### Rozmiary
- Długość ciała ok. 32–35 cm
- Rozpiętość skrzydeł ok. 52–58 cm

### Masa ciała
ok. 150–180 g

### Maksymalna, zarejestrowana długość życia na wolności
16,75 lat

### Głos
To ptak znany z tego, że w lasach alarmuje głośnym, przenikliwym, ostrym skrzekiem: „kreecz” lub „kszaach”, poza tym odzywa się wieloma innymi, gardłowymi dźwiękami. Bardzo hałaśliwa, w zaniepokojeniu reaguje na każdy podejrzany obiekt czy ruch. Śpiew rzadko słyszany, jest to cichy świergot i gardłowe „gadanie” (niektórym przypomina paplanie brzuchomówcy). Potrafi naśladować głosy, z którymi zetknęła się podczas koczowania – innych ptaków (zwłaszcza myszołowa), a także ssaków np. miauczenie kota czy piszczenie kół od wozu. Skrzeczenie sójek, według niektórych nazywanych „strażnikami lasów”, pełni nie tylko funkcje sygnalizacyjne dla innych osobników tego gatunku, ale i dla pozostałych ptaków i ssaków. Pojawienie się tego ostrego okrzyku sprawia, że stają się czujne i wypatrują ewentualnego niebezpieczeństwa.

### Zachowanie
Lot na dłuższych dystansach raczej powolny, ciężki, trzepoczący, nierównomierny, wydaje się nieporadny i chwiejny; natomiast w lesie potrafi latać dość szybko i zwinnie. Dość skryta, widywana częściej dopiero poza sezonem lęgowym, kiedy to nie jest już tak ostrożna i w poszukiwaniu pokarmu może zapuścić się na otwarty teren. Jest ruchliwa i często przelatuje pomiędzy gałęziami. Często wylatuje nagle z gniazda i straszy drapieżnika głośnym skrzeczeniem. Służy to temu, aby drapieżnik nie powracał w stronę gniazda.
Jesienią jest bardzo aktywna, gromadzi wtedy zapasy jedzenia na zimę, głównie żołędzi. Sójki mogą się wtedy łączyć w stadka rodzinne lub większe, składające się głównie z młodych ptaków, i przemieszczać na mniejsze lub większe odległości (średnio ok. 600 km). W piękne, słoneczne jesienne dni można czasem zaobserwować wędrówki północnych osobników na południe. Wtedy na niebie widać jedną sójkę lecącą za drugą, które, choć lecą pojedynczo, pozostają w zasięgu wzroku. Zdarza się, że widząc miejscowe osobniki zatrzymują się w danym miejscu na odpoczynek i by zaspokoić głód w lasach bukowych i dębowych (o tej porze owoce tych drzew są jej głównym pokarmem). Większość ptaków prowadzi jednak ściśle osiadły tryb życia. Ta jesienna aktywność, nie prowadząca jednak do odlotu, była źródłem powstania powiedzenia „wybierać się jak sójka za morze” (niektóre jedynie migrują do Południowej Europy, ale nie wylatują dalej).

## Środowisko

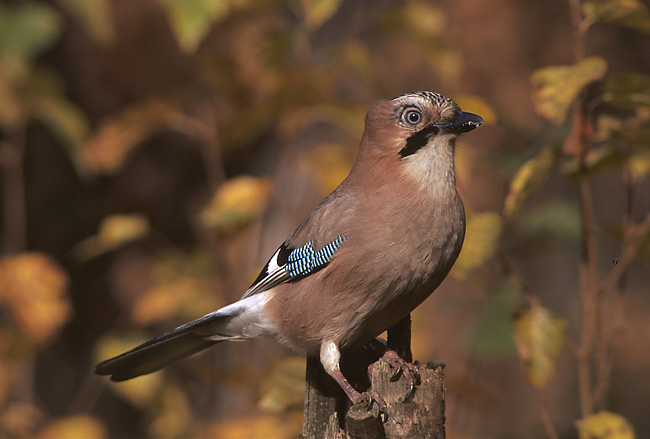
Sójka jest typowym ptakiem leśno-parkowym

Typowy ptak leśno-parkowy. Występuje licznie w lasach liściastych i mieszanych o bogatej strukturze (zwłaszcza z dębami), ale również w niewielkich lasach pomiędzy polami i łąkami, młodnikach, porębach, zadrzewieniach śródpolnych, dosyć często w parkach, sadach i ogrodach, na półotwartych obszarach z grupami drzew, od nizin po górną granicę lasu w górach. Ostatnio coraz częściej spotykana w miejskich zadrzewieniach, parkach i dużych, zdziczałych ogrodach. Nie jest więc wybredna w wyborze środowiska życia, choć unika obszarów bezleśnych i mocno prześwietlonych lasów.

## Pożywienie

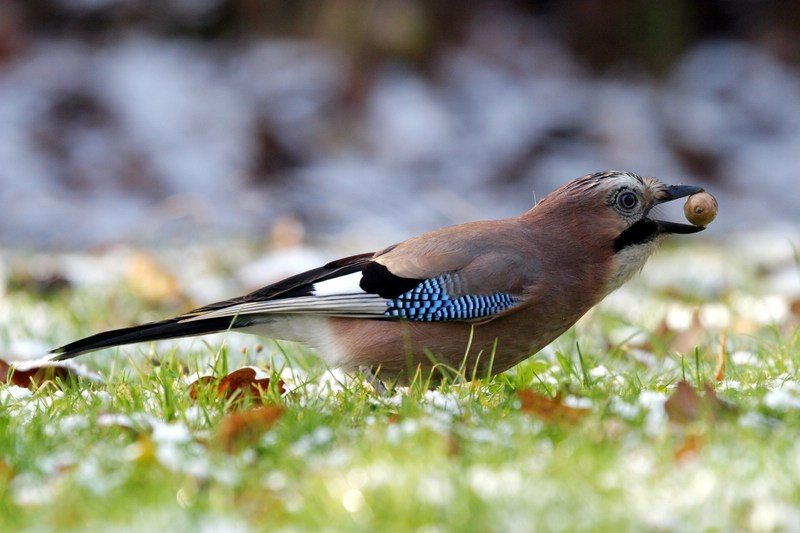
Przed zimą sójki gromadzą pod ziemią zapasy ulubionych żołędzi i innych owoców drzew

Urozmaicone i zależne od pory roku, ale przeważa pokarm roślinny. W lecie żywi się owadami i ich larwami, poczwarkami, ślimakami, małymi bezkręgowcami i innymi drobnymi zwierzętami, w tym gryzoniami, jaszczurkami, młodymi ptakami i jajami wybieranymi z gniazd. To nimi karmi najczęściej swe młode. Nie gardzi również czereśniami. Preferuje też bukiew i orzechy laskowe. Późnym latem i jesienią żywi się głównie żołędziami, owocami buka, pączkami drzew, orzechami i innymi nasionami drzew, które w obfitszych latach gromadzi w większych ilościach w różnych miejscach w ziemi, ściółce leśnej, w dziuplach, szczelinach drzew, między korzeniami, pod płatami kory lub mchu. Przyczynia się w ten sposób do rozsiewania dębu, który jest gatunkiem ciężkonasiennym. Często bowiem sójki zapominają o swych spiżarniach lub nie potrafią ich odnaleźć pod pokrywą śniegu. Na polach znajdujących się przy lasach zbiera ziarna. Przyczynia się do niszczenia szkodników leśnych zamieszkujących głębie drzewostanów, gdzie nie docierają inni przedstawiciele krukowatych.
Żeruje przeważnie w koronach drzew, a rzadziej na ziemi.

## Okres lęgowy

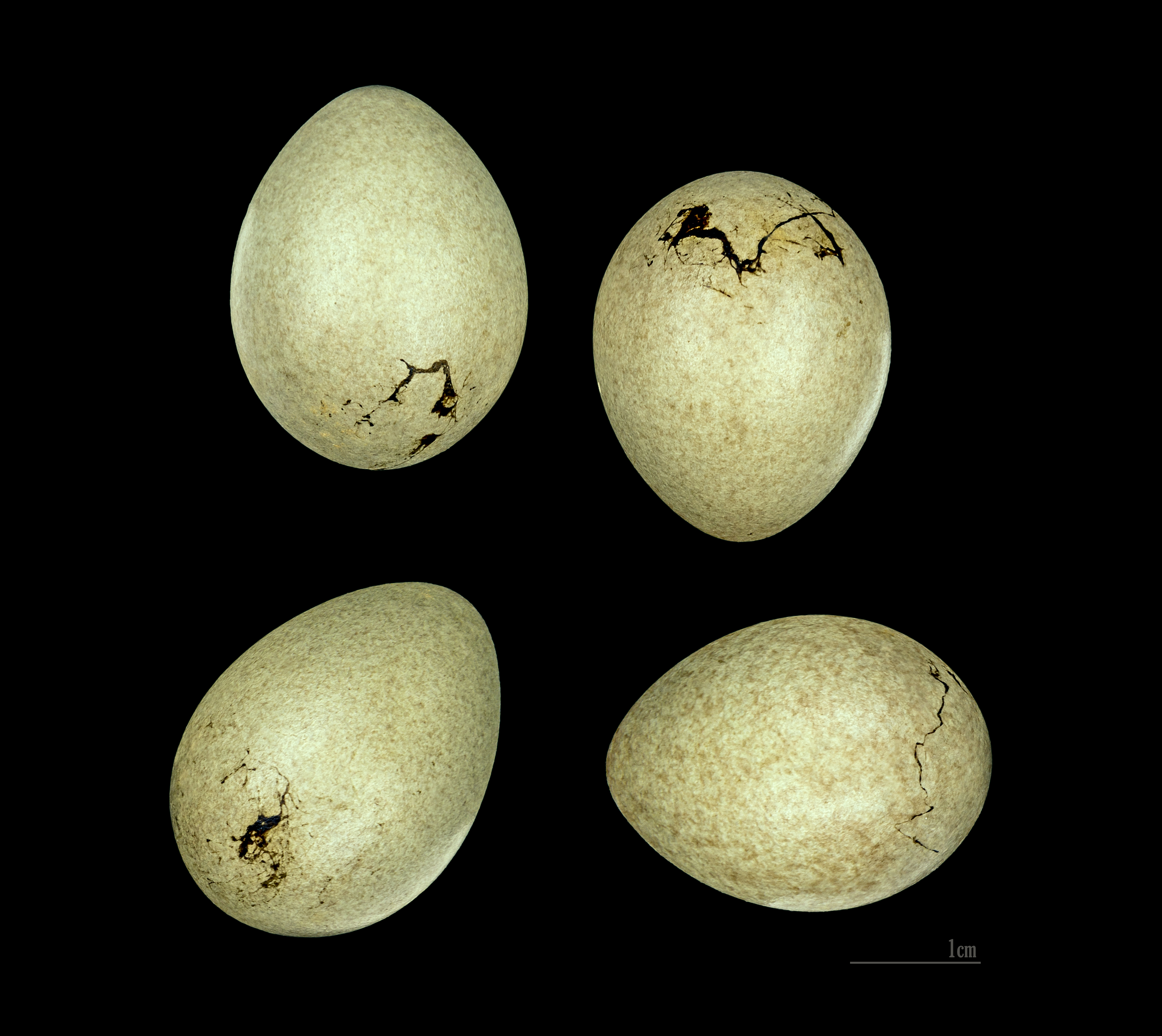
Jaja sójki

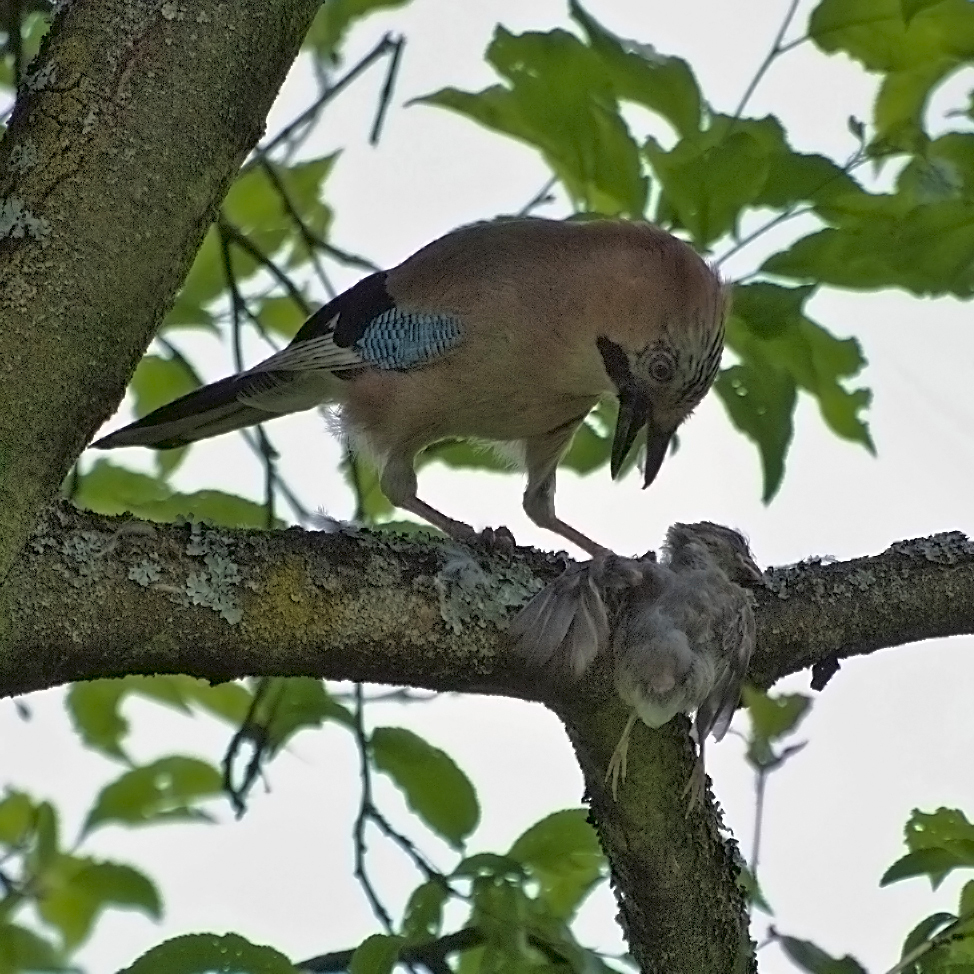
W okresie lęgowym sójki polują na drobne zwierzęta, którymi karmią młode

Wyprowadzają jeden lęg w roku, pod koniec kwietnia i w maju (najpóźniej spośród ptaków krukowatych występujących w Polsce). W przypadku utraty pierwszego lęgu (co jest częste), para powtarza go.

### Toki
W okresie rozrodczym sójki tworzą pary. Nim rozpoczną wyprowadzanie lęgów gromadzą się w mniejsze grupy na konkretnych drzewach i w trakcie kłótni i szczebiotania dochodzi do łączenia się samców z samicami. Pary są monogamiczne.

### Gniazdo
W środkowej partii korony, w rozwidleniu gałęzi tuż przy pniu, głównie drzewa iglastego, rzadziej liściastego, czasem krzewu, najczęściej na wysokości 1–5 m. Luźna, dość płaska i mała konstrukcja ze zręcznie splecionych patyków i gałązek, na której znajduje się wyściółka z miękkich części roślin, traw, włosia, korzonków, piór czy mchu. Konstrukcję budują oboje przyszli partnerzy, razem też wysiadują jaja i karmią młode. W jego pobliżu ptaki zachowają się skrycie tak, że dostrzec je tam można tylko przypadkiem.

### Jaja i wysiadywanie

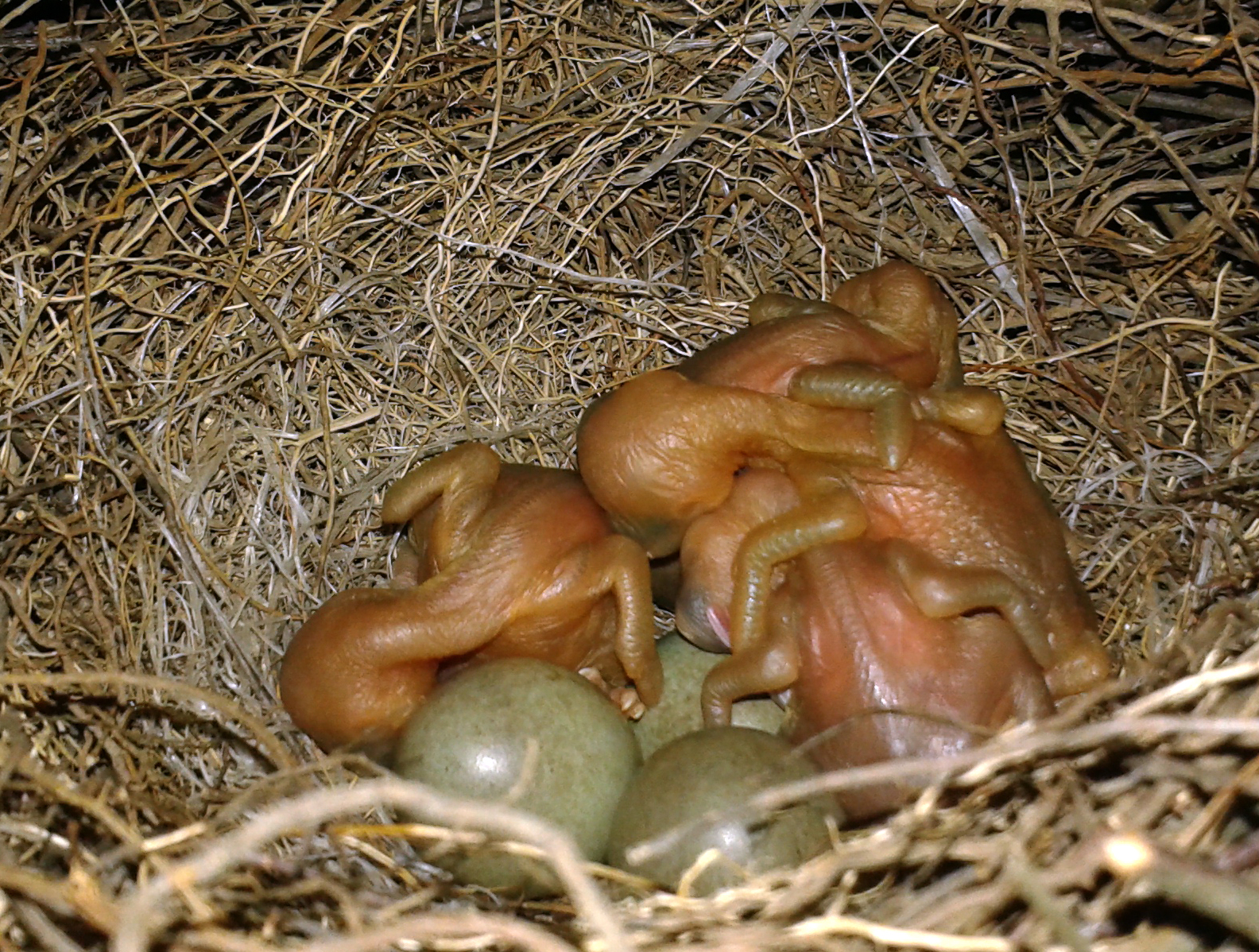
Pisklęta w gnieździe i jaja w momencie wykluwania

Pod koniec kwietnia lub w maju, w odstępach jednodniowych, samica składa 5–7 jaj. Jaja są równobiegunowe, niemal kuliste, czysto białe, czasami szarawe lub zielonkawe, nakrapiane szarobrązowe gęściej na tępym końcu, o średnich wymiarach 40×33 mm. Skorupa jest gruboziarnista. Wysiadywanie trwa od złożenia pierwszego lub drugiego jaja przez 16–17 dni. W powtarzanych lęgach (pod koniec maja lub w czerwcu) składane są zwykle już tylko 3–4 jaja. Oboje rodzice opiekują się lęgiem i utrzymują stały kontakt głosowy, ale koło gniazda raczej się nie odzywają.

### Pisklęta

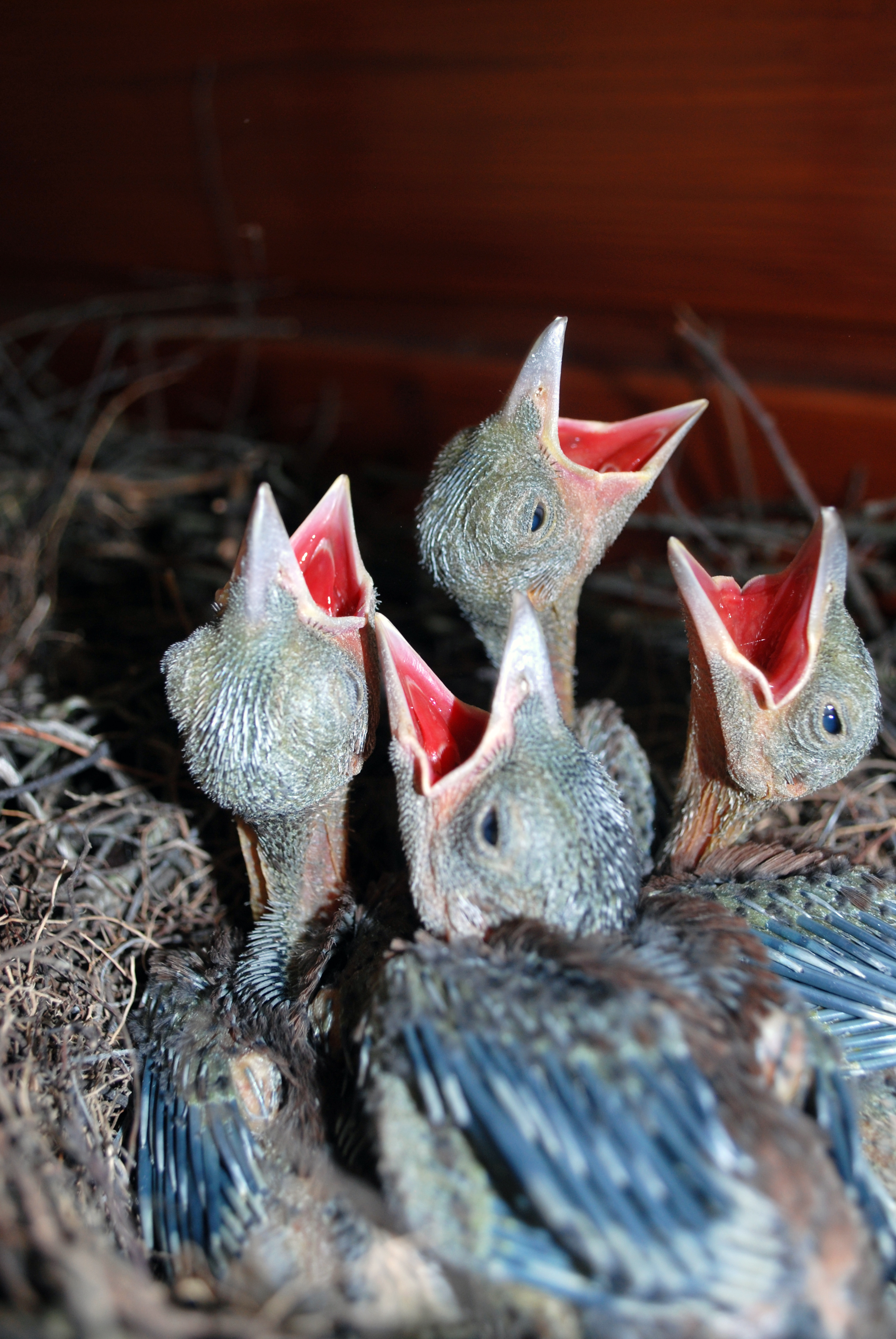
Pisklęta w ok. 14 dni po wykluciu z jaja

Pisklęta, gniazdowniki, opuszczają gniazdo po ok. 21–22 dniach. Jeszcze przez ok. 3 tygodnie są dokarmiane przez rodziców. Później nadal trzymają się blisko rodziców, którzy ostrzegają je głosem lub nawet czynnie bronią przed drapieżnikami.

## Status i ochrona
IUCN uznaje sójkę za gatunek najmniejszej troski (LC, Least Concern). Liczebność światowej populacji, wstępnie obliczona w oparciu o szacunki organizacji BirdLife International dla Europy z 2015 roku, zawiera się w przedziale 30–66 milionów dorosłych osobników. Globalny trend liczebności populacji oceniany jest jako stabilny. Uznawane przez IUCN za osobne gatunki sójka himalajska i sójka białolica również zaliczane są do kategorii najmniejszej troski, a trend ich liczebności uznaje się za stabilny.
Na terenie Polski sójka jest objęta ścisłą ochroną gatunkową. Na Czerwonej liście ptaków Polski została sklasyfikowana jako gatunek najmniejszej troski (LC). W latach 2013–2018 liczebność populacji lęgowej na terenie kraju szacowano na 546–664 tysięcy par; liczebność tych ptaków rośnie.

## Sójka w kulturze

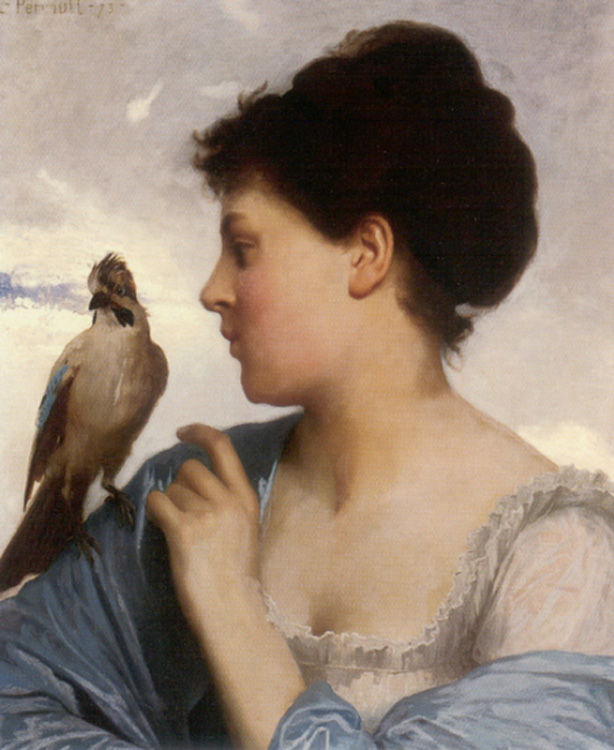
Sójka na obrazie Léona Bazila Perraulta

Sójka symbolizowała niegdyś bezsensowne gadulstwo. W wierszu Sójka Jana Brzechwy czytamy o ptaku, który „wybiera się (...) za morze, ale wybrać się nie może” – odwiedza rodzinę w całej Polsce i ostatecznie nie opuszcza kraju. Ptaka w zimowej scenerii przedstawił Józef Chełmoński na obrazie Sójka.